# Rolf Koster
Rolf Koster (Terborg, 25 febbraio 1968) è un attore, doppiatore, cantante e regista olandese attivo nei musical.

## Doppiaggio

### Film d'animazione
- Cornelius in Thumbelina
- Ercole da giovane in Hercules
- Garrett in La spada magica - Alla ricerca di Camelot
- Tony Toponi in Fievel sbarca in America
- Martin in Brisby e il segreto di NIMH
- Zampa in Lilli e il vagabondo II - Il cucciolo ribelle
- Pinocchio in Shrek e vissero felici e contenti
- Lesotutte in Ralph spacca Internet

### Serie televisive d'animazione
- Ed e Rolf in Ed, Edd & Eddy
- Mucca in Mucca e Pollo
- Ron Stoppable in Kim Possible
- Bombo in Monster Allergy
- Gordy in Angela Anaconda
- Yacko in Animaniacs
- Teddington in Viva Piñata
- Timmy in Winx Club
- Gideon in Gravity Falls
- Tracey e Xante in Pokémon